# Cygnus NG-15
Cygnus NG-15, precedentemente conosciuta come CRS OA-15, è una missione spaziale privata di rifornimento per la Stazione spaziale internazionale, programmata da Northrop Grumman per la NASA nell'ambito del programma Commercial Resupply Services e decollata il 20 febbraio 2020.

## Modulo di servizio

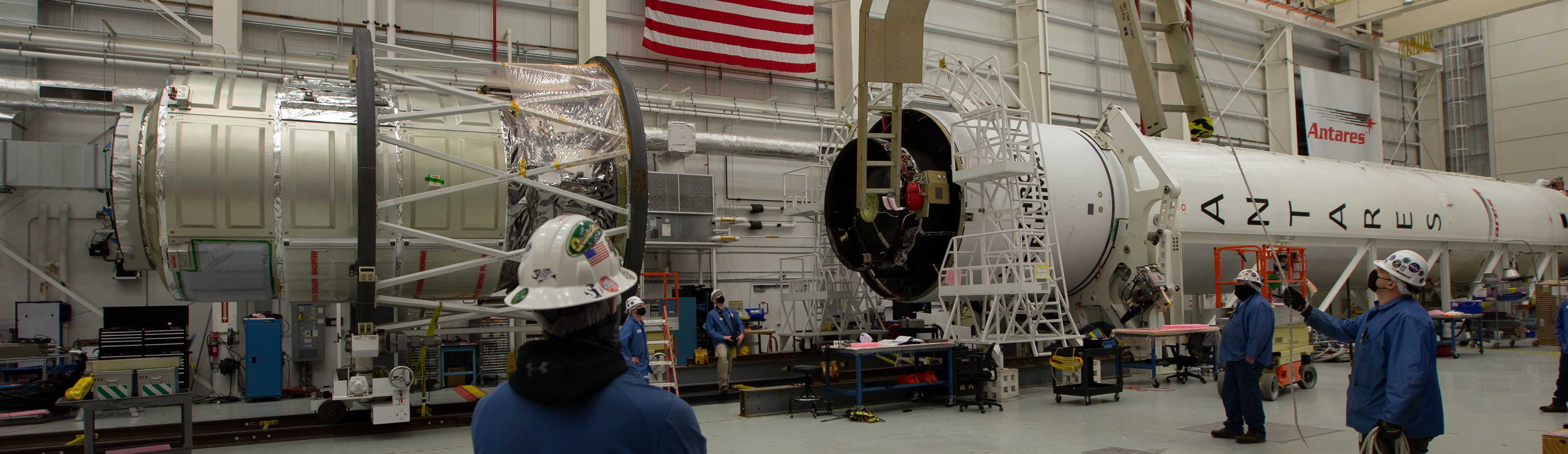
La navetta Cygnus viene agganciata nel razzo Antares l'8 febbraio 2021

La missione è stata la decima in cui è stata impiegata la versione Enhanced. Il 1 febbraio 2021, Northrop Grumman annunciò che il modulo di servizio era intitolato a Katherine Johnson, matematica statunitense che lavorò alla NASA nei programmi Mercury e Apollo.

## Lancio e svolgimento della missione

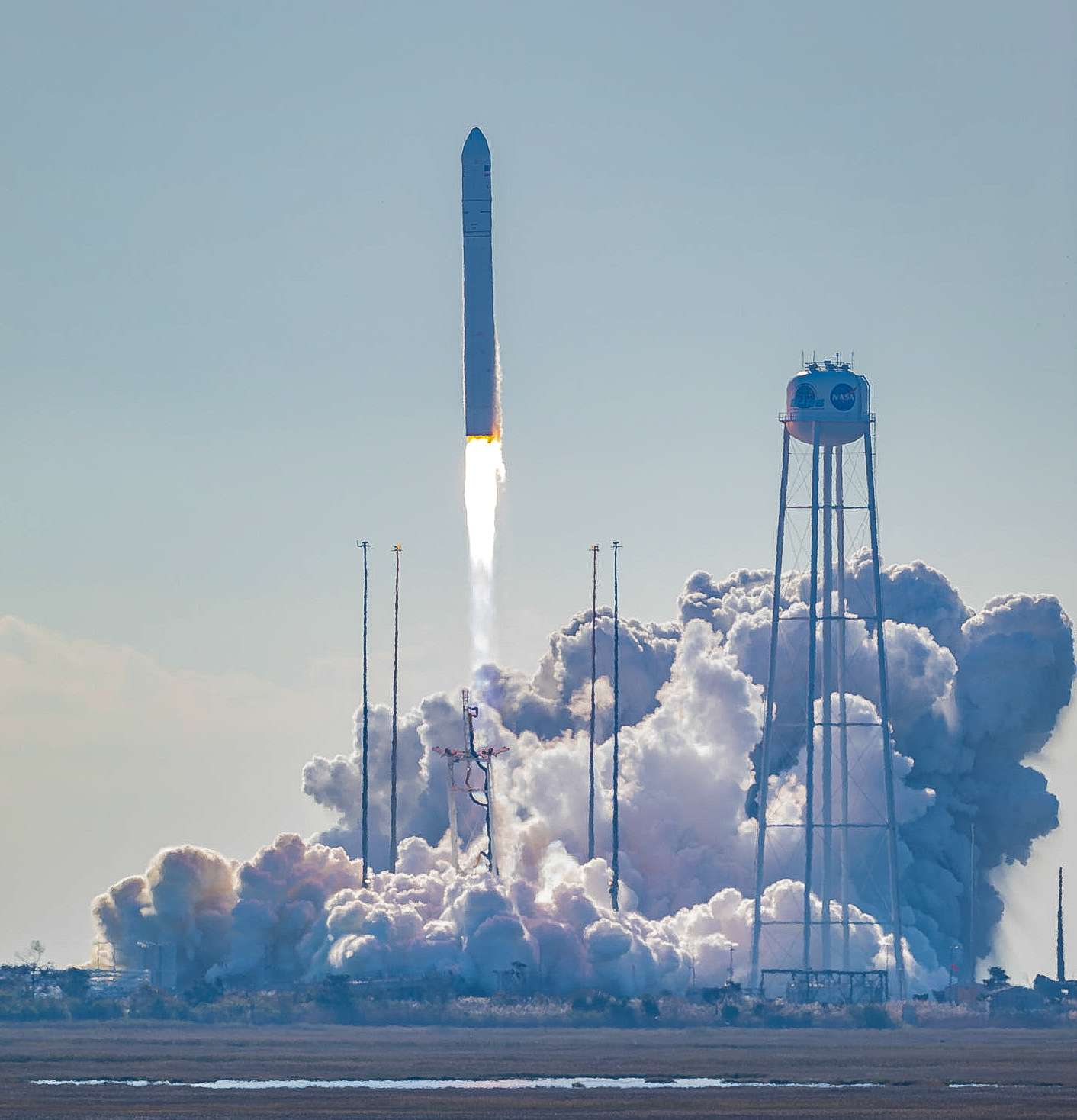
Lancio del vettore Antares che trasportava la navetta Cygnus

La NASA tenne un briefing pre-lancio per la missione di rifornimento NG-15 il 19 febbraio 2021. Il lancio avvenne il giorno successivo alle 17:36 UTC dal Mid-Atlantic Regional Spaceport (MARS) presso la Wallops Flight Facility della NASA a Wallops Island in Virginia.
La missione NG-15 è stata la quinta della fase 2 del programma Commercial Resupply Services. La attività di produzione e integrazione sono state effettuate negli stabilimenti di Northrop Grumman a Dulles, in Virginia, mentre l'aggancio della navetta sul vettore di lancio e le operazioni della missione sono state condotte nei centri di controllo a Dulles e a Houston, in Texas.

## Carico

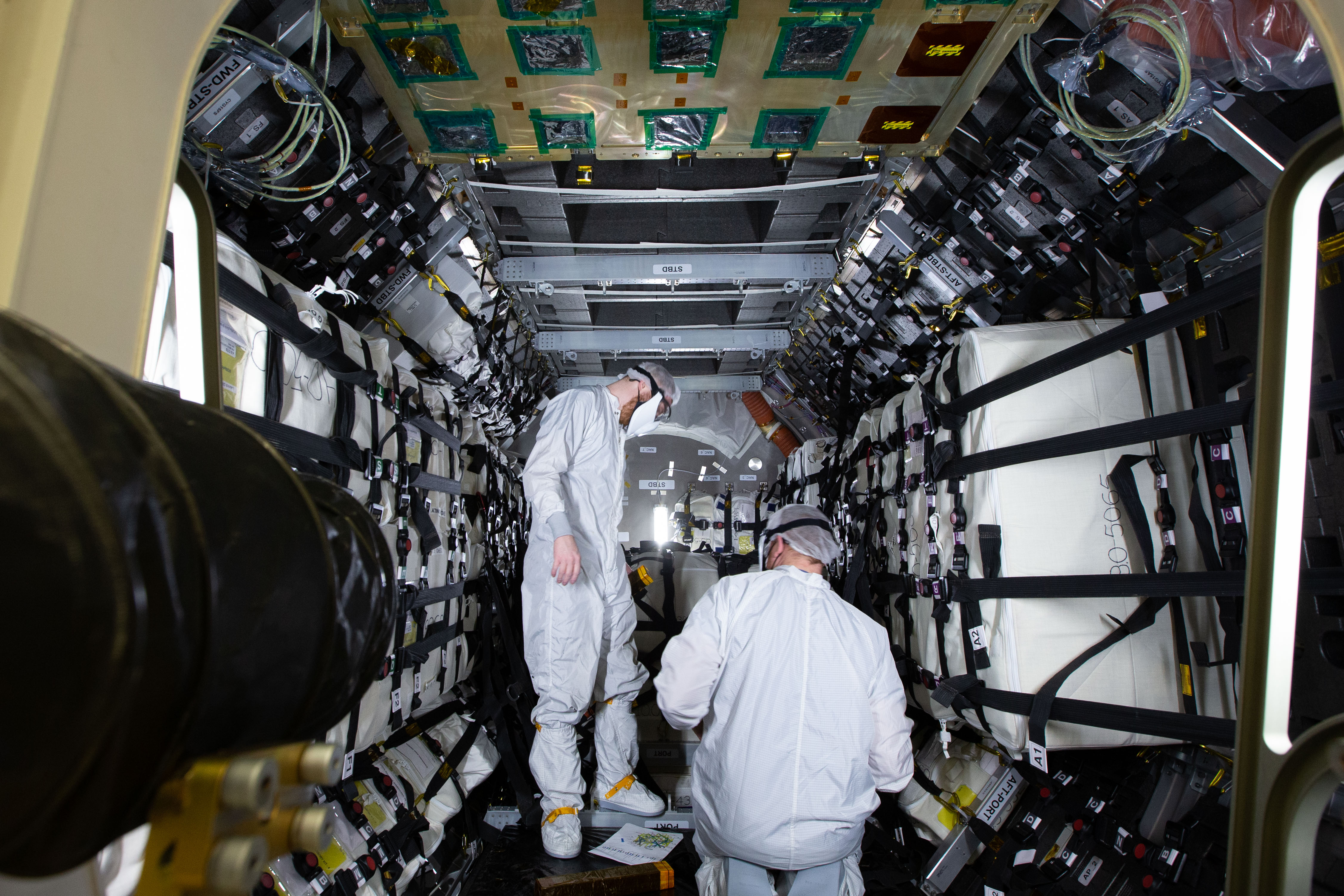
Installazione del carico nella navetta Cygnus

La navetta è stata caricata con 3810 kg di rifornimenti per l'equipaggio, esperimenti scientifici e hardware.
Il carico era così composto:
- Rifornimenti per l'equipaggio: 932 kg
- Esperimenti scientifici: 1127 kg
- Equipaggiamenti per le attività extraveicolari: 24 kg
- Componenti per i veicoli: 1413 kg
- Carico non pressurizzato: 76 kg
- Risorse informatiche: 1 kg
- Componenti per la parte russa della stazione spaziale: 24 kg

Tra i vari esperimenti scientifici e apparecchiature portati in orbita dalla Cygnus NG-14 si possono citare, tra gli altri:
- Brine Processing Assembly and Bladder: il sistema di supporto vitale (Environmental Control and Life Support System - ECLSS) della stazione spaziale internazionale è un sistema rigenerativo che fornisce aria e acqua potabile per l'equipaggio della stazione. Il componente Brine Processing Assembly and Bladder è un componente che aumenta le capacità di recupero di acqua dall'Urine Processor Assembly tramite un processo di distillazione a membrana, portandolo dal 85% al 93.5%[13]. Le missioni di esplorazione a lunga durata richiedono un recupero di acqua del 98%.
- Crew Alternate Sleep Accommodation (CASA): alloggi aggiuntivi per aumentare le capacità abitative nel modulo Columbus.
- Nitrogen/Oxygen Recharge System (NORS) Recharge Tanks: serbatoi aggiuntivi di azoto ad alta pressione.
- Universal Waste Management System (UWMS) Hardware: componenti di consumo per il funzionamento delle toilette di nuova generazione UWMS.
- Waste and Hygiene Compartment (WHC) Separator Pump: componenti di ricambio per le toilette di tipo WHC.

## Esperimenti scientifici
Gli esperimenti scientifici giunti a bordo della stazione spaziale tramite la navetta Cygnus NG-15 hanno migliorato le conoscenze scientifiche nei campi che variano dalla medicina all'elaborazione dati, impiegando le strutture della stazione spaziale come banco di prova per le tecnologie necessarie alle future missioni di esplorazione della Luna e di Marte.
- Muscle Strength in Microgravity: tramite la misurazione della forza muscolare di un gruppo di vermi della specie C. elegans, lo studio verifica se la diminuzione della forza muscolare in un ambiente in microgravità è associata alla diminuzione delle espressione delle proteine muscolari.
- Astronaut Sleep in Microgravity: lo studio serve come dimostratore tecnologico per un sensore EEG che monitora la qualità del sonno degli astronauti durante una missione di lunga durata.
- Protein-Based Artificial Retina Manufacturing: la startup LambdaVision ha inviato sulla stazione spaziale uno strumento per la creazione di retine artificiali, per verificare se la procedura di fabbricazione di tali impianti è migliore in un ambiente in microgravità.
- SpaceBorne Computer-2: studio dell'impiego di sistemi informatici di tipo COTS nell'ambito dell'esplorazione spaziale.
- Hybrid Electronic Radiation Assessor (HERA): HERA è un dispositivo di rilevamento delle radiazioni progettato per la navetta Orion, che è stato modificato per essere impiegato sulla stazione spaziale. L'esperimento verifica il suo funzionamento per 30 giorni, in modo da testare il dispositivo per le missioni Artemis.
- Real-Time Protein Crystal Growth 2: la struttura delle proteine porta alla comprensione delle loro funzioni, ma sulla Terra è difficile lo studio delle struttura a causa dell'interferenza della gravità. Alcuni esperimenti in passato hanno dimostrato che la microgravità permette la produzione di cristalli di proteine di alta qualità che possono essere analizzati per la ricerca di nuovi farmaci.

## Cubesats
ELaNa 33, esperimento che fa parte dell'iniziativa Educational Launch of Nanosatellites, ha lanciato diversi satelliti miniaturizzati chiamati CubeSat.
IT-SPINS (SpaceBuoy), progettato dalla Montana State University a Bozeman, Montana.
SlingShot and Nanoracks deployer: diversi CubeSat sviluppati dalla Khalifa University di Abu Dhabi, negli Emirati Arabi Uniti.
Lawkanat-1: primo satellite del Myanmar.
GuaraniSat-1: il primo satellite dell'agenzia spaziale del Paraguay.
ThinSat-2: 42 satelliti miniaturizzati sviluppati dalla Virginia Commercial Space Flight Authority.